# إيوالد ديتكو
إيوالد ديتكو (بالبولندية: Ewald Dytko)‏ مواليد 18 أكتوبر 1914 في القيصرية الألمانية - الوفاة 13 يونيو 1993، هو لاعب كرة قدم بولندي سابق، كان يلعب في مركز الوسط. سبق له أن لعب في كأس العالم لكرة القدم مع منتخب بلاده في مونديال عام 1938.

## روابط خارجية
- إيوالد ديتكو على موقع الاتحاد الدولي (مؤرشف)  (الإنجليزية)
- إيوالد ديتكو على موقع قاعدة بيانات كرة القدم.إي يو (الإنجليزية)
- إيوالد ديتكو على موقع Soccerway.com (الإنجليزية)
- إيوالد ديتكو على موقع أوليمبيديا (الإنجليزية)
- إيوالد ديتكو على موقع اللجنة الأولمبية البولندية (مؤرشف) (البولندية)